# Corvus viriosus
Corvus viriosus ist eine ausgestorbene Art der Rabenvögel. Der große Vertreter der Raben und Krähen (Corvus) lebte bis ins Holozän auf den hawaiischen Inseln Oʻahu und Molokaʻi. Corvus viriosus bewohnte vermutlich das Tiefland dieser Inseln und war wahrscheinlich auf ein bestimmtes Nahrungsspektrum spezialisiert.
Die Art wurde im Jahr 1991 von Storrs Lovejoy Olson und Helen Frances James beschrieben. Sie ist eine von mindestens drei hawaiischen Krähenarten, von denen heute nur noch die Hawaiikrähe (C. hawaiiensis) existiert. Corvus viriosus starb noch vor der Ankunft der Europäer auf dem hawaiischen Archipel aus, wahrscheinlich durch die von den Polynesiern eingeschleppten Tierarten.

## Merkmale
Corvus viriosus besaß einen langen, schmalen und schwach gekrümmten Schnabel. Der Oberschnabel maß 65,1–74,2 mm. Damit unterschied sich C. viriosus deutlich von den beiden sympatrischen Krähenarten, C. impluviatus und der Hawaiikrähe (C. hawaiiensis), die kürzere und stämmigere Schnäbel besaßen beziehungsweise besitzen. Der Laufknochen maß 66,2–76,2 mm. Die Art war im Durchschnitt deutlich größer als die Hawaiikrähe, blieb aber in den meisten Maßen hinter C. impluviatus zurück.

## Verbreitung und Lebensraum
Überreste von Corvus viriosus wurden sowohl auf Oʻahu in einer überfluteten Höhle am Barber’s Point als auch auf Molokaʻi in den Moomomi-Dünen und am Ilio Point gefunden. Alle Fundorte lagen oder liegen in tiefen Lagen der Inseln, C. viriosus war deshalb möglicherweise eine Art des trockenen Tieflandes.

## Lebensweise
Über die Lebensweise von Corvus viriosus kann nur gemutmaßt werden. Die Schnabelform legt nahe, dass die Art eine andere Nische als die anderen beiden hawaiischen Krähenarten einnahm. Sowohl die Hawaiikrähe als auch die pazifischen Krähenarten, die als nächste Verwandte der hawaiischen Krähen betrachtet werden, sind überwiegend Fruchtfresser, weshalb eine solche Ernährung auch für C. viriosus in Frage kommt.

## Systematik
Die ersten Funde von Corvus viriosus wurden 1977 von Storrs Olson am Barber’s Point gefunden. Es handelte sich um ein weitgehend vollständiges Skelett, dem lediglich Teile des Brustkorbes, einige Wirbel sowie Extremitäten fehlten. 1991 beschrieben Olson und seine damalige Frau Helen James die Art anhand dieses Holotyps sowie einiger Paratypen aus Molokaʻi. Das Artepithet viriosus bedeutet im Lateinischen so viel wie „robust“ oder „kräftig“ und bezieht sich sowohl auf die Größe der Art im Vergleich zur Hawaiikrähe als auch auf den Körperbau der endemischen Krähenarten im Allgemeinen.
Die Stellung der hawaiischen Krähen innerhalb der Gattung Corvus Olson und James vermuten, dass alle Arten aus einer einzelnen Besiedlung der Inseln stammen. Sie halten es für weniger wahrscheinlich, dass ihr Vorfahre aus Nordamerika stammt. Stattdessen vermuten sie, dass die Raben und Krähen – analog zu den Honigfressern (Meliphagidae) – aus dem australasischen Bereich nach Hawaiʻi gelangte.

## Aussterben
Corvus viriosus war beim Eintreffen der ersten Europäer auf Hawaiʻi bereits ausgestorben. Wie C. impluviatus fiel die Art wahrscheinlich der Habitatveränderung im Zuge der polynesischen Besiedlung und den von den Polynesiern eingeschleppten Tierarten im späten 18. Jahrhundert zum Opfer.